# Provision technique

## Norme comptable française
Les provisions techniques sont inscrites au passif du bilan d'une compagnie d'assurance.
Les provisions mathématiques de compagnies d'assurance vie représentatives des engagements comptables résultent de l'application des tables de mortalité ou de survie prenant en compte la nature des garanties et les caractéristiques viagères des assurés. Les calculs actuariels tiennent compte, en fonction des règlementations applicables, de taux d'escompte financier.
Les provisions pour sinistres IARD correspondent : 
- aux charges à prévoir pour faire face à la sinistralité déclarée mais non encore réglée et à la sinistralité non encore déclarée mais prévisible des contrats en cours. Par exemple, dans le cas d'un sinistre automobile déjà déclaré, aux sommes qui seront probablement versées aux bénéficiaires ;
- à une anticipation des prestations futures auxquelles l'assureur devra faire face lorsqu'un engagement prendra effet. Par exemple, l'anticipation des rentes futures dans le cas d'un contrat de retraite.

Les provisions pour risques en cours IARD correspondant à la fraction des primes (ou cotisations) à reporter sur l'exercice suivant.
Les provisions pour sinistres IARD sont évaluées, sans taux d'escompte financier, à partir :
- de règles légales et réglementaires, lesquelles sont plus ou moins précises selon les attentes du Législateur. Par exemple, l'article R331-6, alinéa 4, du Code des Assurances français définit seulement l'existence des provisions pour sinistres à payer, tandis que l'article 20 de l'arrêté du ministre des Finances et de la Privatisation portant Livre III du Code des Assurances marocain défini explicitement les méthodes à employer ;
- de règles professionnelles déterminées au terme de concertations ;
- de principes de place, relevant du « bon usage » ;
- de règles mathématiques, issues d'une modélisation, d'un point de vue statistique et probabiliste, des engagements de l'assureur.

Les provisions pour risques en cours sont calculées en tenant compte de la répartition de l'affectation des primes (ou cotisations) par exercice comptable(obligatoirement fixé sur l'année civile en France).
Les contreparties des provisions techniques doivent être placées dans des emplois financiers définis par la réglementation et assurant le maximum de sécurité et de liquidité (emprunts d'État notamment, actions, immobilier, etc.)
Il existe de nombreuses sortes de provisions. Pour des risques du type IARD (Incendie, Accidents et Risques Divers) relatifs aux biens, et pour les risques d'assurance de personnes dits « courts » (rapidité des paiements : assurance décès, arrêt de travail et frais de soin), les deux principales provisions sont les provisions pour sinistres connus et les provisions pour sinistres inconnus :
- les provisions pour sinistres connus correspondent aux sinistres dont l'assureur a eu connaissance, mais qu'il n'a pas encore pu régler à son assuré. Ces provisions peuvent être évaluées par une méthode "dossier-dossier". Dans ce cas, pour chaque dossier de sinistre déclaré, l'assureur estime le montant probable du décaissement correspondant. Cette estimation est le plus souvent effectuée par les personnes chargées de la gestion du sinistre. L'autre méthode d'estimation de cette provision est une méthode globale, le plus souvent statistique, qui vise à établir le montant total des décaissements à prévoir sur les dossiers en cours ;
- les provisions pour sinistres inconnus (ou IBNR, Incurred But Not Reported) correspondent aux sinistres qui sont déjà survenus, mais dont lesquels l'assureur n'a pas encore connaissance. Cette provision est en général établie de manière statistique par des actuaires.

Les  provisions techniques correspondent à une part très importante du passif du bilan des compagnies d'assurance, et leur évaluation annuelle a donc un impact important sur le résultat de la compagnie. Les états réglementaires de liquidation des provisions techniques permettent de suivre les effets de sur ou sous-évaluation comptable.

## Solvabilité II
Dans le cadre de la directive Solvabilité II, les provisions techniques sont définies comme la somme de deux éléments :
- La marge de risque ;
- La meilleure estimation (appelée couramment par sa dénomination en langue anglaise « Best Estimate »).

Les provisions techniques représentent l'ensemble des engagements, évalués avec une vision économique, que l'entreprise d'assurance a contracté envers les assurés.